# Колофидин, Никифор Григорьевич
Никифор Григорьевич Колофидин (13 марта 1902 — 4 мая 1978) — советский актёр театра и кино, заслуженный артист РСФСР (1946), народный артист РСФСР (1950).

## Биография
Работал в Красноярске котельщиком железнодорожных мастерских, там же участвовал в любительских постановках.
С 1928 года — актёр Красноярского драматического театра имени А. С. Пушкина. Служил в других театрах Сибири, в Ногинске, в Красноярском театре Рабтемаст, Московском театре Ленсовета, в театрах Дальнего Востока.
В 1937—1952 годах — актёр Приморского театра имени Горького во Владивостоке.
В 1952—1975 годах — актёр Центрального Театра Советской Армии.

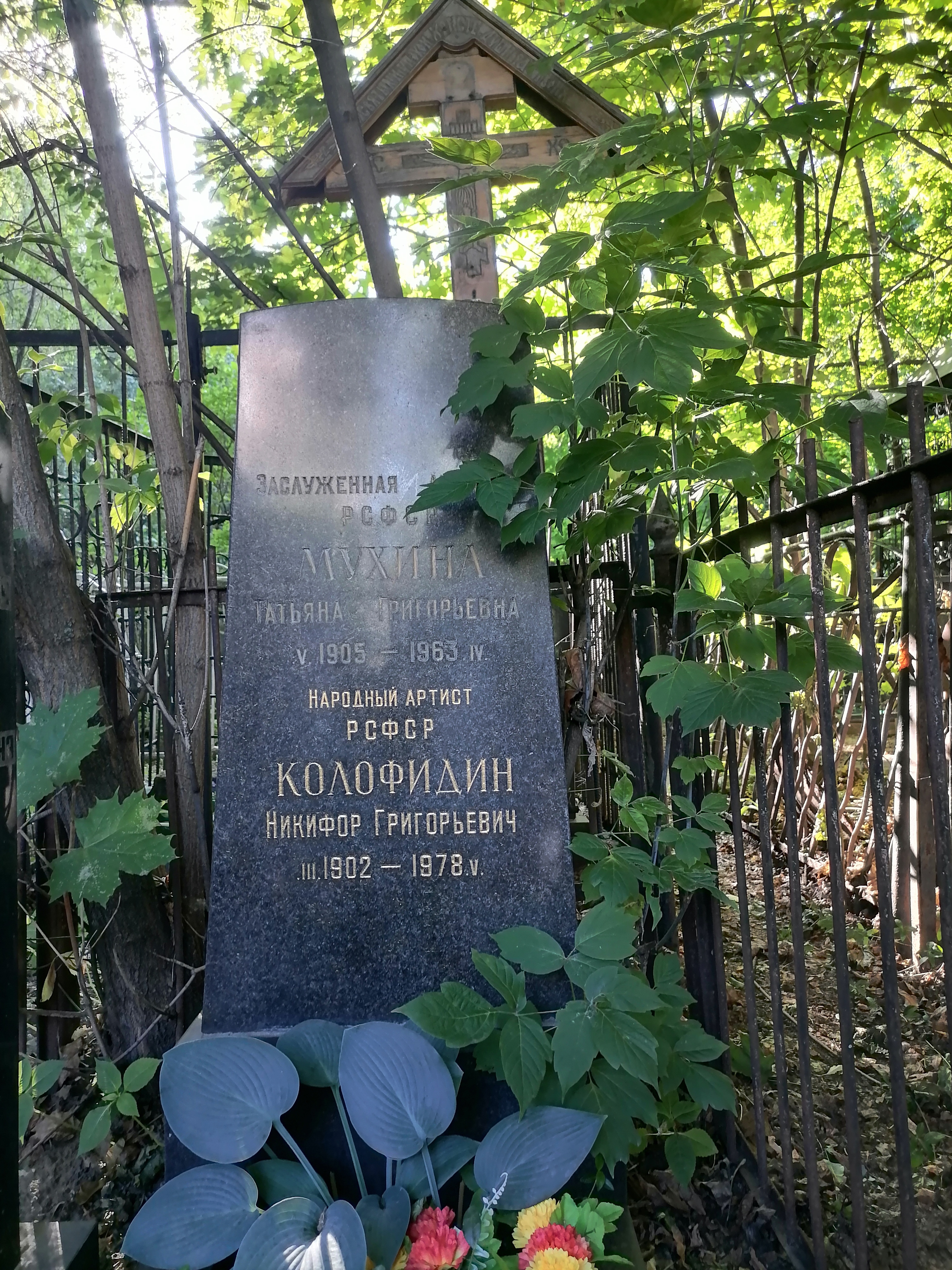
Могила на Ваганьковском кладбище

Скончался 4 мая 1978 в Москве. Похоронен на Ваганьковском кладбище (1 уч.).

## Театральные работы
- Кошкин («Любовь Яровая» К. Тренёва)
- Шадрин («Человек с ружьём» Н. Погодина)
- Тетерев («Мещане» М. Горького)
- Сатин («На дне» М. Горького)
- Антип Зыков («Зыковы» М. Горького)
- Вершинин («Бронепоезд 14-69» В. Иванова)
- Савельев («Так и будет» К. Симонова)
- Кузьмин («Губернатор провинции» братьев Тур)
- Макар Дубрава («Макар Дубрава» А. Корнейчука)
- Отелло («Отелло» У. Шекспира)
- Городничий («Ревизор» Н. Гоголя)
- Редозубов («Варвары» М. Горького)
- Андрон («Мой друг» Н. Погодина)
- Зуб («Океан» А. Штейна)
- Новиков («Рельсы гудят» В. Киршона)
- Нагульнов («Поднятая целина» М. Шолохова)
- Коломийцев («Последние» М. Горького)
- Калиберов («Извините, пожалуйста!» А. Макаёнка)
- Щербаков («Караван» И. Штока)
- Черняк («Сергей Лазо» Е. Бондаревой)

## Фильмография
- 1954 — Опасные тропы — Максим Жёлудев
- 1955 — Мать — Михаил Власов
- 1956 — Долгий путь — Спиридон Кругликов, отец Василия
- 1956 — Обида (короткометражный) — Веретенников
- 1957 — Хождение за три моря — Василий Папин
- 1958 — Добровольцы — генерал
- 1959 — Капитанская дочка — отец Гринёва
- 1960 — Месть (короткометражный) — старый городовой
- 1960 — Прыжок на заре — командующий
- 1963 — Коротко лето в горах — Калинушкин
- 1964 — Вызываем огонь на себя — командующий
- 1965 — Совесть — Якимов
- 1966 — Сибирь — Окентий Свободин
- 1967 — Операция «Трест»
- 1968 — Барсуки (фильм-спектакль) — Калинушкин
- 1968 — На пороге — крестьянин
- 1970 — Белорусский вокзал — генерал Пухов
- 1970 — В лазоревой степи. Продкомиссар
- 1972 — Приваловские миллионы — Василий Бахарев
- 1973 — За час до рассвета — Гусев
- 1976 — Два капитана — хирург в госпитале
- 1977 — А у нас была тишина… — односельчанин

## Награды
- Заслуженный артист РСФСР (1946)
- Народный артист РСФСР (1950)